# Steuergerät

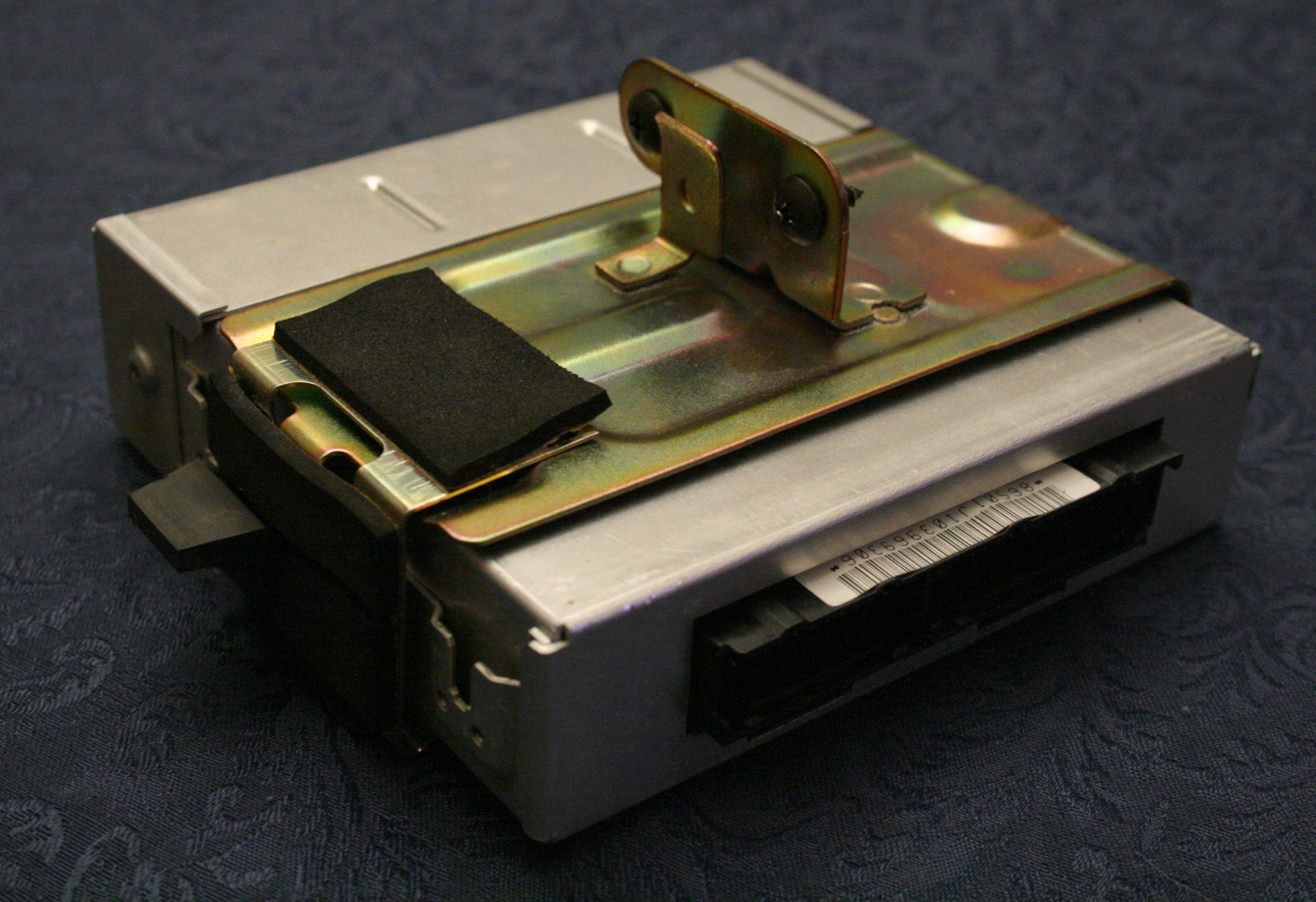
Steuergerät

Steuergeräte (engl. ECU = electronic control unit oder ECM = electronic control module) sind elektronische Module, die überwiegend an Orten eingebaut werden, an denen etwas gesteuert oder geregelt werden muss. Steuergeräte werden im Kfz-Bereich in allen erdenklichen elektronischen Bereichen eingesetzt, ebenso zur Steuerung von Maschinen, Anlagen und sonstigen technischen Prozessen. Sie zählen zu den eingebetteten Systemen.

## Einsatzbereiche
Zu Beginn der elektronischen Motorsteuerung wurden Steuergeräte vornehmlich bei Zündungen eingesetzt, seit 1987 werden sie auch zur elektronischen Regelung von Dieselmotoren verwendet. Etwa seit Mitte der neunziger Jahre wurden mechanische Regelkonzepte bei Verbrennungsmotoren nahezu vollständig durch elektronische Steuergeräte verdrängt.
Für den Benutzer sichtbare Steuergeräte sind heute der Tachometer in seiner neuen Form als Kombiinstrument zusammen mit Drehzahlmesser und diversen anderen Anzeigen. Sensoren wie Tankstandsmesser und Öldruckmesser sind heute mit eigenen Steuergeräten verbunden, die u. a. eine Langzeitüberwachung realisieren und auch beim Sensor selbst per Plausibilitätsprüfung seiner Ausgabewerte ständig seine Funktionsfähigkeit überwachen.

## Funktion
Steuergeräte arbeiten allgemein nach dem EVA-Prinzip. EVA steht für Eingabe–Verarbeitung–Ausgabe. Für die Eingabe stehen Sensoren zur Verfügung. Diese ermitteln eine physikalische Kenngröße wie z. B. Drehzahl, Druck, Temperatur usw. Dieser Wert wird mit einer im Steuergerät eingegebenen oder berechneten Sollgröße verglichen. Sollte der gemessene Wert mit dem eingespeicherten Wert nicht übereinstimmen, regelt das Steuergerät mittels Aktoren den physikalischen Prozess nach, so dass die gemessenen Istwerte wieder mit den Sollgrößen übereinstimmen. Die Aktoren greifen also korrigierend in einen laufenden Prozess ein.
Während „elektronische Zündungen“ der frühen Jahre noch aus diskreten, analogen Elektronikschaltungen aufgebaut wurden, sind heutige Steuergeräte in der Regel mit „Eigenintelligenz“ versehen, d. h., sie bestehen aus einem eigenständigen Computer in Form eines eingebetteten Systems. Die Größe dieses Computers variiert je nach Komplexität seiner Aufgaben erheblich, es reicht von einer Ein-Chip-Lösung mit einem Mikrocontroller (mit eingebautem RAM- und ROM-Speicher) bis hin zu Mehrprozessorsystemen mit eigenem Grafikausgabesystem. Die Programmierung der meisten heute verbauten Steuergeräte kann durch Verwendung umprogrammierbarer Flash-Speicher durch die Werkstatt aktualisiert werden.

## Vernetzung
In aktuellen Fahrzeugen werden Steuergeräte über verschiedene Systembusse (CAN, LIN, MOST, FlexRay, Ethernet) miteinander verbunden. Die Geräte tauschen darüber systemweit Informationen über die Betriebszustände und weiteren relevanten Daten im Fahrzeug aus. Außerdem wird über solche Busse (und evtl. die K-Leitung) die On-Board-Diagnose bzw. ein Fahrzeugdiagnosesystem angeschlossen. Darüber kann von außen mit sogenannten Diagnosegeräten (alternativ mit normalen Personal Computern plus einer passenden Schnittstelle) mit den Steuergeräten kommuniziert werden. Hierbei wird vor allem abgefragt, ob das Steuergerät bei den ständigen Selbsttests irgendwelche Fehler bei sich selbst oder bei den an ihn angeschlossenen Sensoren festgestellt und registriert hat. So kann einer Werkstatt mit einer Meldung wie beispielsweise „Masseschluss beim Tankgeber“ sehr viel Untersuchungsarbeit erspart werden.
Dabei kommen häufig Diagnoseprotokolle wie KWP2000 oder UDS zum Einsatz.
Aufgrund der steigenden Komplexität und Anforderungen an die Software und dem Kommunikationsbedarf zwischen den Steuergeräten hat sich in Deutschland OSEK-OS als Echtzeitbetriebssystem und Kommunikationsstandard etabliert. Eine weitere Maßnahme ist die zunehmende Standardisierung der Steuergeräte-Architekturen, wie zum Beispiel in der AUTOSAR-Entwicklungspartnerschaft. Inzwischen befinden sich in einem normalen KFZ mehr als zehn Steuergeräte über das gesamte Fahrzeug verteilt. Moderne Luxuslimousinen haben zum Teil mehr als 100 Steuergeräte eingebaut. Die Palette der eingesetzten Mikrocontroller reicht vom 8- bis zum 32-Bit-Rechner.

## Entwicklung und Software
Steuergeräte werden nur selten vom Automobilhersteller selbst entwickelt und gefertigt. Meistens werden diese von Automobilzulieferern im Auftrag des Automobilherstellers entwickelt. Um die Interoperabilität der verschiedenen Steuergeräte in den verschiedenen Varianten verschiedener Fahrzeugmodelle sicherzustellen, schreibt der Automobilhersteller meist eine bestimmte Softwareausstattung vor, die der Zulieferer zu benutzen hat. Ziel dieser einheitlichen Softwareausstattung ist eine reibungslose Vernetzung und Integration aller Steuergeräte zu einem Gesamtsystem. Diese Grund-Softwareausstattung wird im Allgemeinen als Standard-Core des jeweiligen Herstellers bezeichnet. Ein Entwicklungsziel ist immer, auf voraussehbare Extremsituationen korrekt zu reagieren. Dazu zählen vor allem die Unterspannung, als Spezialfall davon der Startspannungsimpuls, sowie extreme Temperaturen in beiden Richtungen.